# Rusingeria
Rusingeria is een geslacht van wantsen uit de familie van de Cimicidae (Bedwantsen). Het geslacht werd voor het eerst wetenschappelijk beschreven door Coetzee & Kment in 2013.

## Soorten
Het genus bevat de volgende soort:

- Rusingeria transvaalensis (Coetzee & Segerman, 1992)